# Nà Nhạn
Nà Nhạn là một xã thuộc thành phố Điện Biên Phủ, tỉnh Điện Biên, Việt Nam.

## Địa lý
Xã Nà Nhạn nằm ở phía bắc thành phố Điện Biên Phủ, có vị trí địa lý:
- Phía đông giáp xã Nà Tấu
- Phía tây giáp huyện Điện Biên
- Phía nam giáp các xã Mường Phăng, Thanh Minh, Pá Khoang
- Phía bắc giáp xã Nà Tấu.

Xã Nà Nhạn có diện tích 76 km², dân số năm 2022 là 5.147 người,  mật độ dân số đạt 67 người/km².

## Hành chính
Xã Nà Nhạn được chia thành 18 bản.

## Lịch sử
Trước đây, Nà Nhạn là một xã thuộc huyện Điện Biên, được thành lập vào ngày 6 tháng 6 năm 2005 trên cơ sở 7.681 ha diện tích tự nhiên và 3.797 nhân khẩu của xã Nà Tấu.
Ngày 10 tháng 7 năm 2019, HĐND tỉnh Điện Biên ban hành Nghị quyết số 116/NQ-HĐND về việc:
- Thành lập Bản Pá Khôm trên cơ sở bản Pá Khôm 1 và bản Pá Khôm 2.
- Sáp nhập bản Nà Ngám 3 vào bản Nà Ngám 1.
- Sáp nhập bản Nà Ngám 4 vào bản Nà Ngám 2.
- Thành lập Bản Huổi Hẹ trên cơ sở bản Huổi Hẹ 1 và bản Huổi Hẹ 2.
- Thành lập Bản Tẩu Pung trên cơ sở bản Tẩu Pung 1 và bản Tẩu Pung 2.
- Sáp nhập bản Nà Đốc vào bản Nà Nhạn 1.
- Sáp nhập bản Nà Nhạn 3 vào bản Nà Nhạn 2.
- Sáp nhập bản Nà Pen 2 vào bản Nà Pen 1.
- Thành lập Bản Nà Pen 2 trên cơ sở bản Nà Pen 3 và bản Nà Pen 4.

Ngày 21 tháng 11 năm 2019, Ủy ban thường vụ Quốc hội ban hành Nghị quyết 815/NQ-UBTVQH14 về việc sắp xếp các đơn vị hành chính cấp huyện, cấp xã thuộc tỉnh Điện Biên (nghị quyết có hiệu lực từ ngày 1 tháng 1 năm 2020). Theo đó, sáp nhập toàn bộ diện tích và dân số của xã Nà Nhạn vào thành phố Điện Biên Phủ.